# Conrad Graf

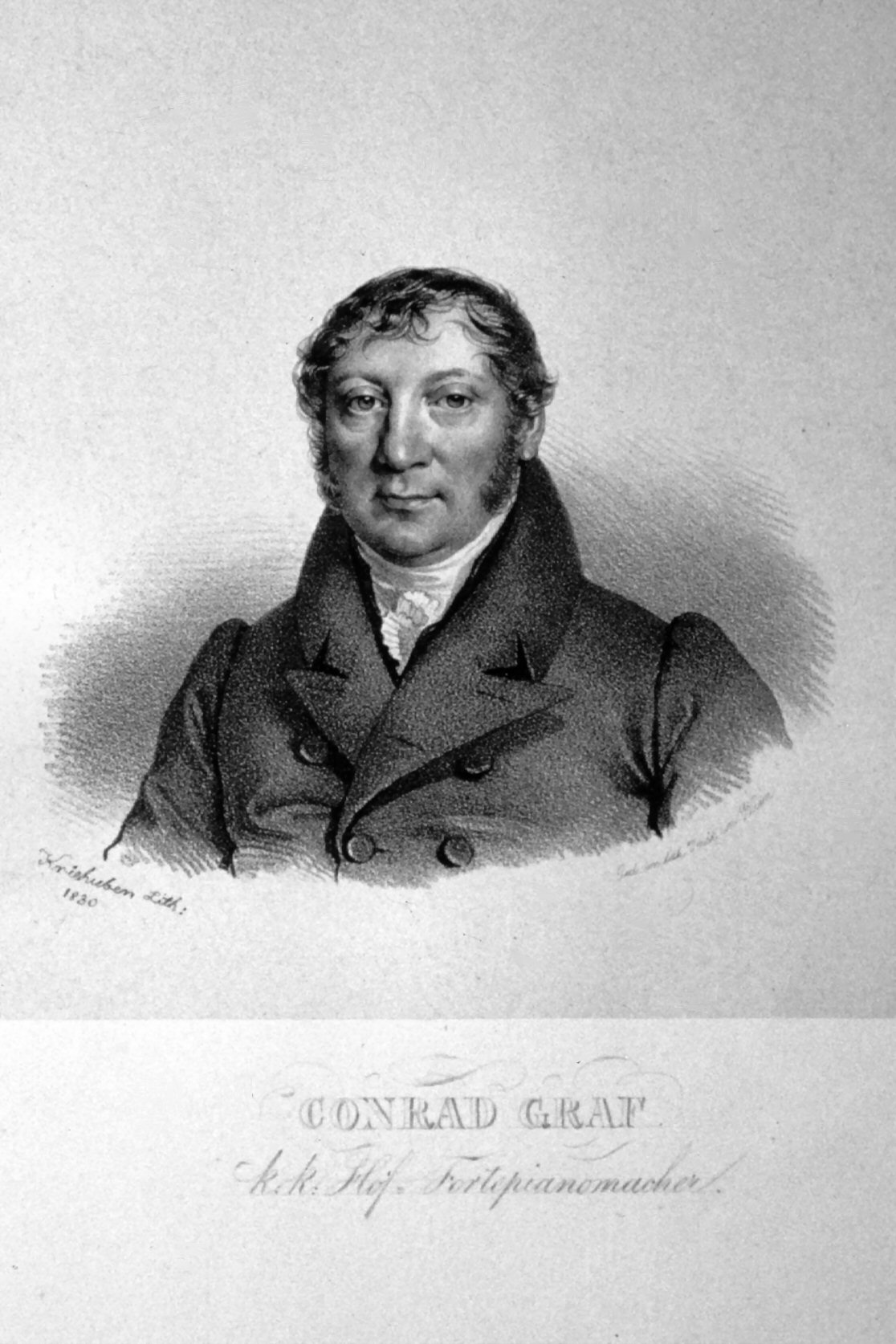
Conrad Graf (lithograph by Josef Kriehuber, 1830)

Conrad Graf (Riedlingen, 17 novembre 1782 – Vienna, 18 marzo 1851) è stato un inventore austriaco, noto per essere stato un costruttore di pianoforti. I suoi pianoforti furono usati da Beethoven, Chopin, Robert e Clara Schumann tra gli altri.

## Vita e carriera
Graf iniziò la sua carriera come ebanista studiando artigianato nella sua città nativa, Riedlingen, nella Germania del sud. Nel 1800 divenne apprendista presso un pianista di nome Jakob Schelkle, che lavorava a Währing. Quando Schelkle morì nel 1804, Graf sposò la vedova Katherina e rilevò il negozio. Nel 1824 fu nominato Reale Costruttore di Pianoforti e Tastiere alla corte imperiale di Vienna. Nel 1826 acquistò la "Mondscheinhaus", una sala da ballo un tempo alla moda al 102 auf der Wieden, e la trasformò in una fabbrica di pianoforti. La ditta di Graf ha costruito durante la sua vita più di 3 000 strumenti. Nel 1840 Graf si ritirò e vendette l'azienda a Carl Stein, nipote del famoso costruttore di pianoforti Johann Andreas Stein.

## Pianoforti Graf suonati da celebri musicisti
Nel 1826 Graf prestò a Ludwig van Beethoven un pianoforte 6½ ottave. Dopo la morte di Beethoven nel 1827, Graf riprese il pianoforte e lo vendette alla famiglia Weimer di Vienna. Lo strumento è sopravvissuto fino a oggi ed è esposto alla Beethoven-Haus a Bonn. 
Nel 1829, il 19enne Frédéric Chopin scelse il pianoforte di Graf per il suo concerto a Vienna. Successivamente, secondo Goldberg, Chopin ha continuato ad "amare" gli strumenti Graf. Nel 1840, Graf regalò uno dei suoi pianoforti a coda alla giovane virtuosa del pianoforte Clara Wieck, in occasione del suo matrimonio con Robert Schumann. Quando Schumann morì nel 1856, Clara regalò lo strumento al suo amico Johannes Brahms, che lo usò fino al 1873. Anche Felix Mendelssohn ammirava gli strumenti di Graf. Ne acquistò uno nel 1832 che suonò nella casa di famiglia e nei recital a Berlino, poi ne acquistò un altro da usare a Dusseldorf. Altri musicisti che possedevano o suonavano fortepiani Graf erano Franz Liszt, Friedrich Kalkbrenner e Camille Pleyel. Durante gli anni 80 del 1800, il giovane Gustav Mahler possedeva e suonava un pianoforte molto vecchio, un Graf del 1836 circa. 
Nel settembre 2018 la copia di fortepiano Graf 1819 da Paul McNulty  è stata usata nella prima edizione del Concorso Internazionale Chopin su strumenti storici (International Chopin Piano Competition) gestito dall’Istituto Fryderyk Chopin.

## Registrazioni
- The Atlantis Trio. Klaviertrios. Graf fortepiano.
- Viviana Sofronitsky. Franz Schubert. Wanderer Fantasy. Impromptus opp.90 & 142. Graf fortepiano (Paul McNulty).
- Kristian Bezuidenhout with Jan Kobow. Franz Schubert. Die schone Mullerin. Graf fortepiano (Paul McNulty).
- Ronald Brautigam. Ludwig van Beethoven. Complete Works for Solo Piano. Graf, Walter, Stein fortepiani (Paul McNulty).
- Alexei Lubimov and his colleagues. Ludwig van Beethoven. Complete piano sonatas. Stein, Walter, Graf, Buchholtz fortepiani (Paul McNulty).